# Kevin Mirocha
Kevin Mirocha (Hamm, 7 de outubro de 1991) é um automobilista alemão de ascendência polonês.
Mirocha estreou na GP2 Series pela equipe Ocean Racing Technology na temporada de 2011, pilotando ao lado de Johnny Cecotto, Jr.. Após quatorze corridas, ele foi substituído por Brendon Hartley.